# Andrea Corsini (historien des sciences)
Pour les articles homonymes, voir Andrea Corsini, Corsini et Corsini (homonymie).
Andrea Corsini (né le 7 avril 1875 à Florence et mort le 24 juin 1961  dans la même ville) est un médecin et historien des sciences italien.

## Biographie
Andrea Ferdinando Corsino Corsini naît en 1875 à Florence de Egidio Corsini et Creusa Giuseppina Rossi. À la fin de ses études, il s'inscrit à la faculté de médecine et de chirurgie à l'Université de Florence et trouve, parmi ses professeurs, le pathologue Guido Banti (it), le médecin Pietro Grocco et l'enseignant de médecine légale et historien de la médecine Angiolo Filippi. Pendant ses études, Corsini fonde l'association Procultura pour la divulgation culturelle aux classes moyennes et basses. Il part ensuite à Vienne, où il suit les cours de C. W. H. Nothnagel. À son retour, il devient assistant à l'institut de médecine, puis de l’institut d'hygiène dirigé par Giorgio Roster. En 1906 il commence à exercer la profession de médecin adjoint au bureau de l'hygiène de la Commune de Florence, matière qu'il enseigna ensuite à l'université de Florence.
Corsini s'intéresse à l'histoire des sciences et en particulier de la médecine : il rejoint la Società italiana di storia critica delle scienze mediche e naturali (Société italienne d'histoire critique des sciences médicales et naturelles) dès sa fondation en 1907, puis obtient un poste d'enseignant d'histoire de la médecine à l'université de Sienne en 1913. En 1923, il devient directeur de la revue Rivista di storia critica delle scienze mediche e naturali (Revue d'histoire critique des sciences médicales et naturelles). C'est pendant cette période que Corsini commence à diriger ses efforts sur la conservation des matériaux concernant l'histoire des sciences : en 1923, le groupe pour la protection du patrimoine scientifique national est créé à Florence.
Grâce au soutien politique obtenu à travers le président du groupe et sénateur Antonio Garbasso (it), l'Institut de l'histoire des sciences à l'université de Florence voit le jour en 1925 et est reconnu par décret royal. L'institut organise en 1929 la première Exposition nationale de l'histoire des sciences et le grand succès de cet événement permet à l'institut de s'installer sous la direction de Corsini au Palazzo Castellani avec son musée, aujourd'hui Museo Galileo.
Pendant cette période, Corsini publie Medici ciarlatani e ciarlatani medici (Médecins charlatans et charlatans médecins), Antonio Cocchi, et Le scienze biologiche nel Rinascimento (Les sciences biologiques de la Renaissance) ; il promeut la recherche de l'histoire des sciences, supporte la naissance de la Domus Galileana à Pise et collabore à la fondation de la revue Physis.
Il meurt à Florence en 1961, laissant un patrimoine de plus de deux cents publications, dont la plupart concernent l'histoire des sciences.

## Archives
La correspondance de Andrea Corsini est conservée dans les archives du Museo Galileo. Il s'agit d'un fonds recueillant environ 2500 pièces, dont lettres et cartes postales de la fin du XIXe siècle à 1957, entièrement classé. On y trouve de nombreuses lettres à des historiens des sciences comme Arnold Klebs, Charles Singeret et George Sarton, à des médecins comme Davide Giordano, Arturo Castiglioni (it), Pietro Grocco et Achille Sclavo (it) et à des personnalités de la culture italienne, comme Guglielmo Marconi, Mario Salmi (it) et Giovanni Gentile. On trouve aussi dans le fond de nombreux documents privés, avec des certificats et des diplômes, un recueil de coupures d'histoire des sciences et une grande documentation concernant le travail de Corsini en tant que directeur du Bureau d'hygiène de la Commune de Florence, ainsi qu'un grand nombre de photographies où l'on voit Corsini à différentes périodes de sa vie, aux côtés de ses collègues et collaborateurs.

## Publications
(Liste d'œuvres non exhaustive)
- La « Moria » del Toscana e l'istituzione dei primi lazzaretti in Firenze e Pisa, Florence, 1911.
- Malattia e morte di Lorenzo de' Medici duca d'Urbino, Firenze, 1913.
- Medici ciarlatani e ciarlatani medici, Bologna 1922.
- Antonio Cocchi, Milano, 1928.
- Le scienze biologiche nel Rinascimento, Firenze 1939.
- Bonaparte a Firenze, Firenze, 1961.